# Tresor de Ziwiyeh

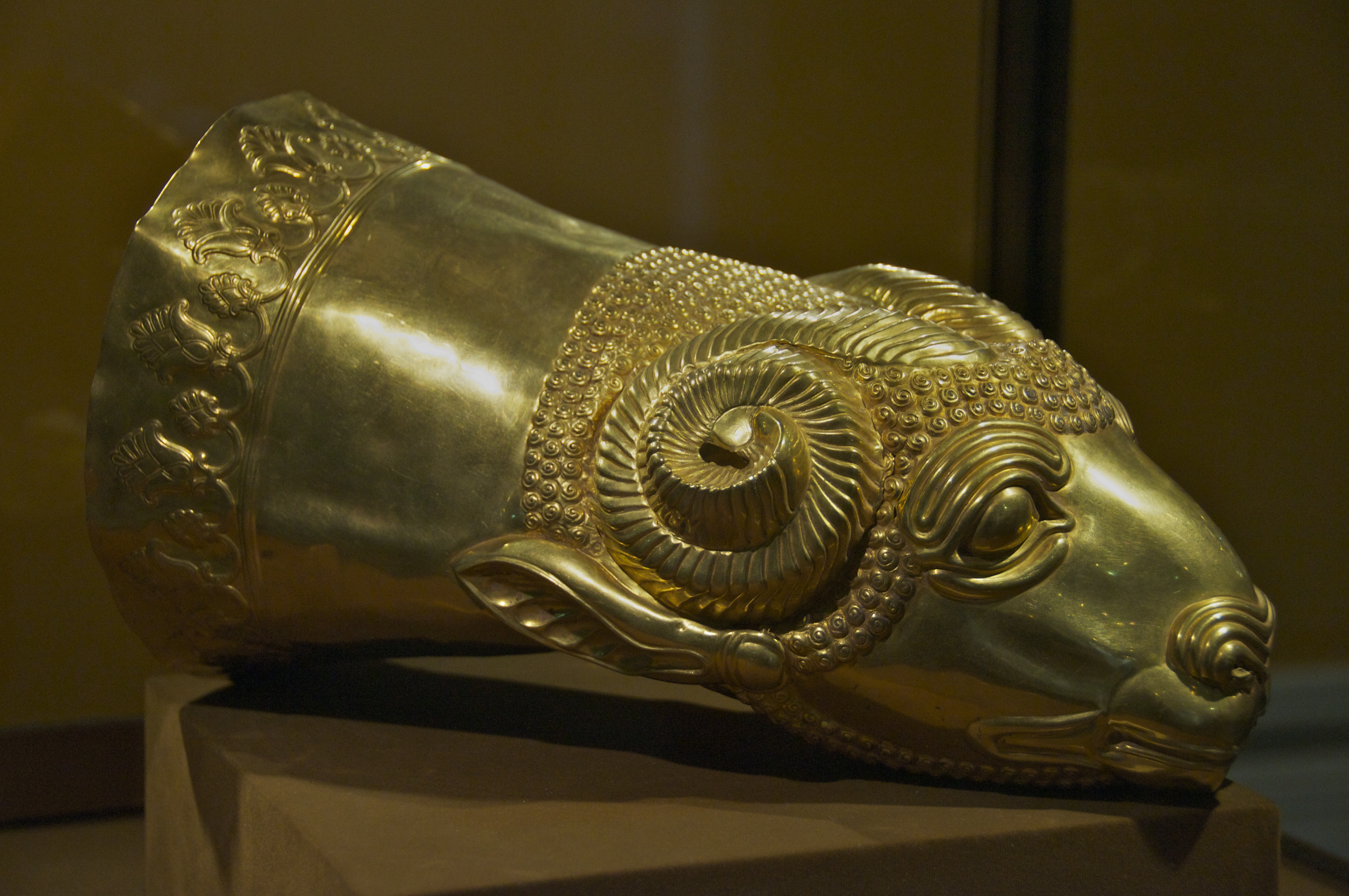
Ríton d'or en forma de cap de moltó, Museu Reza Abbasi, Teheran

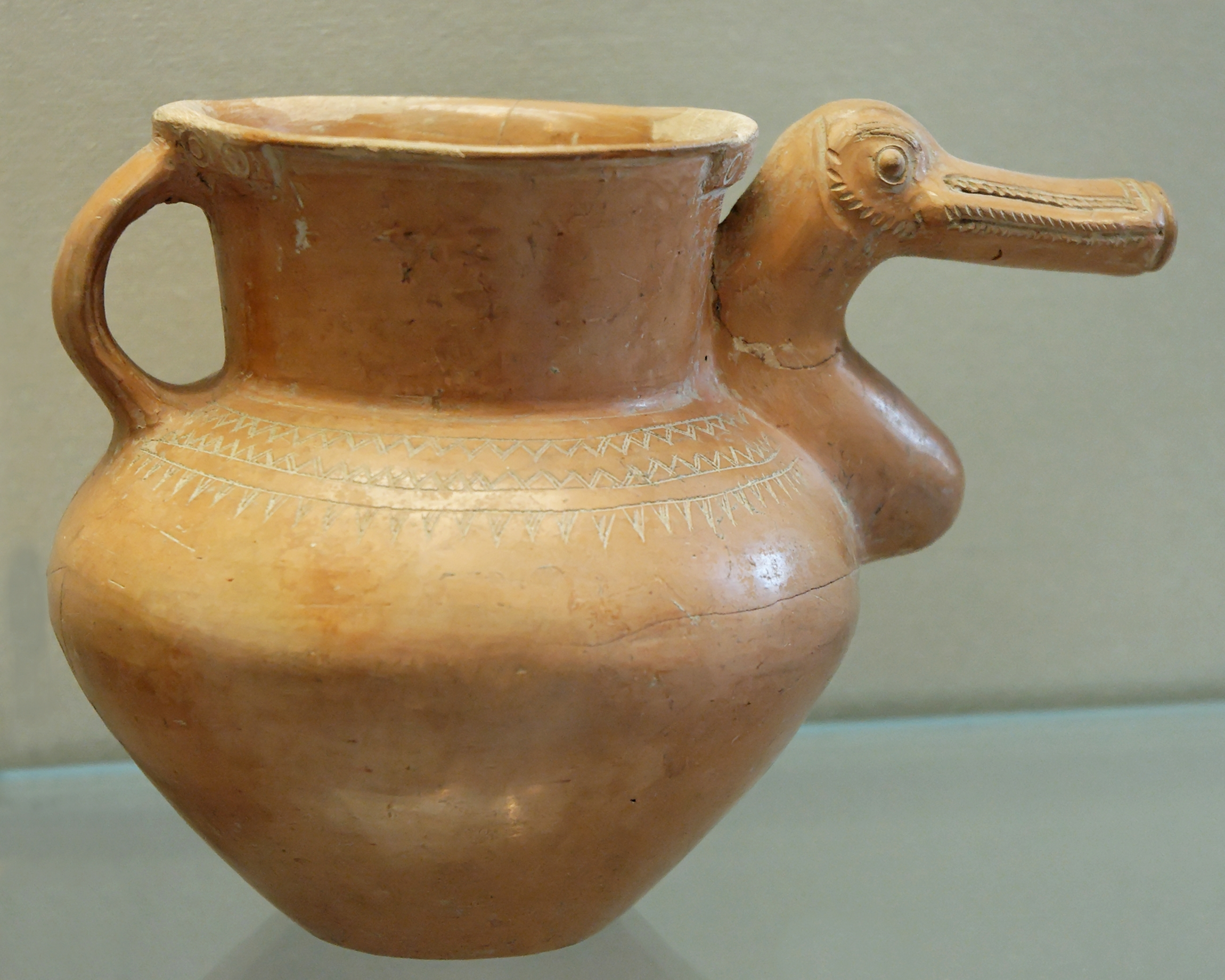
Vas d'ànec, Museu del Louvre

El tresor de Ziwiyeh és un aplec d'objectes elaborats en or, argent i ivori, que inclou també algunes peces del Loristan; fou descobert a la riba sud del llac Urmia a Ziwiyeh, província del Kurdistan, Iran, al 1947.

## Procedència
Els objectes inclosos en el tresor aporten un enllaç entre les cultures de l'altiplà iranià i les formes d'art escita o nòmada conegudes com a "estil animal". "Els motius escites adoptats per Urartu són responsables de la decoració del gran tresor de Quios que aparegué a la riba meridional del llac Urmia," afirmà Leonard Woolley.

## Estil
El tresor conté objectes en quatre estils: assiri, escita, protoaquemènida, i peces nadiues de la província. Data de cap al 700 ae; aquesta col·lecció d'objectes il·lustra la situació de l'altiplà iranià com a encreuament de camins culturals —entre aquests la ruta de la seda— que fusionà cultures diferents en formar l'art iranià primerenc. Els objectes s'han relacionat també amb troballes a Teppe Hasanlu i Marlyk.

## Localització actual
Alguns exemplars del tresor de Ziwiye estan dispersos en col·leccions públiques i privades, com ara al Museu Metropolità d'Art de Nova York, al Louvre a París i al Museu Britànic a Londres.

## Controvèrsia
L'arqueòleg Oscar White Muscarella ha qüestionat la troballa del tresor (com ha fet amb el més antic tresor de l'Oxus), tot dient que cap dels objectes s'excavà sota condicions arqueològiques, sinó que passaren directament a mans de comerciants. Conclou que "no hi ha fonts objectives d'informació que acrediten que cap d'aquests objectes es trobara a Ziwiyeh, tot i que és probable que alguns d'ells sí", i que els objectes manquen de valor històric o arqueològic com a grup", tot i que molts són genuïns i "exquisides obres d'art". En un treball posterior, Muscarella denuncia diversos objectes "Ziwiyeh" com a falsificacions modernes.